# 急診科醫生
急診科醫生（Emergency physician）是指在急診室中治療緊急情形病人的醫生。急診科醫生是進行高級心臟血管救命術（在歐洲稱為進階生命救命術）、處理像骨折或軟組織受傷等創傷的專科醫生，也會處理其他危及生命的情形。
在一些歐洲國家（像德國、比利時、波蘭、奧地利及丹麥），急診科醫生／麻醉師也是緊急醫療服務的一部份，且會搭配緊急醫療技術員及醫護人員，以處理有潛在生命威脅的情形（如心臟病、嚴重意外、心肺復甦或無意識、中風、藥物濫用等）。在美國急診科醫生多半會在醫院作業，但也會在空中救難航空器或是行動的急症室中作業。
當病人帶到急症室時，一般首先會接受檢傷分類，檢傷分類可能會由急診科醫生、醫護人員或護理師進行。在美國，檢傷分類一般會由註冊護士進行。若醫院接受此病患，會由心臟科醫師或神經內科接手急診室後的醫療。

## 在醫療體系中的角色
美國的急診科醫生一般會在急診部門工作。病人就診的原因不同，從會威脅生命的嚴重症狀（例如中風及心肌梗死）、可能會威脅生命的症狀（像嚴重腹痛）、或是嚴重程度再輕一點的症狀（像中等程度的外傷）。急診科醫生需監督其醫療照顧情形、分類出會威脅生命的疾病、有必要時，穩定病人的情形，決定病患是否需住院接受後續治療，或是以門診方式追蹤並治療其病情。急診科醫生會和許多醫療專業人員一起工作，包括醫師助理/專科護理師、{{le|註冊護士|註冊護理師]]、藥劑師、呼吸治疗师、醫療技術員、醫學抄寫員等。